# Кајл (Јужна Дакота)
Кајл (енгл. Kyle) насељено је место без административног статуса у америчкој савезној држави Јужна Дакота.

## Демографија
По попису из 2010. године број становника је 846, што је 124 (-12,8%) становника мање него 2000. године.
| Група             | 2000.     | 2010.     |
| Белци             | 49 (5,1%) | 22 (2,6%) |
| Афроамериканци    | 0 (0,0%)  | 1 (0,1%)  |
| Азијати           | 0 (0,0%)  | 3 (0,4%)  |
| Хиспаноамериканци | 11 (1,1%) | 27 (3,2%) |
| Укупно            | 970       | 846       |